# Носталгија (филм)
Носталгија (рус. Ностальгия) је филм Андреја Тарковског снимљен 1983. у Италији.

## Радња
Тема филма су лутања и маштарије једног Руса који у Италији трага за својим земљаком - за композитором из 18. века Засновским, у чијем се једном писму може прочитати „идеја о томе да се не враћам у отаџбину која ме убија“. Искуство тог музичара се паралелно протеже са искуством интелектуалца из филма али и са искуством самог режисера.
Јунак филма, Горчаков, препун је одушевљења за лепоту италијанског културног предања и за лепоту пејзажа али све то на крају и доводи у сумњу и негира - не одлази у музеј да види Франческову слику „Мадона“. Одбија такође и да на било који начин општи са девојком преводиоцем, било да је то реч, поезија или секс. Супротставља јој немогућност општења, непредвидивост поезије и свеобразност руске душе недоступне једном европејцу.

## Цитати
Ја сам у „Носталгији“ желео да наставим своју тему о „слабом“ човеку, човеку којег видим као победника у животу. Већ је Сталкер у свом монологу бранио слабост као једину истинску наду у животу. У мојим филмовима никад није било хероја него само карактера чија је снага лежала у духовном убеђењу оних који су на себе преузели одговорност других. Ови ликови често личе озбиљној деци својим иреалистичким ставом и својом незаинтересованошћу за свакодневне ствари... Као и Сталкер, тако сам и Доминика у „Носталгији“ ставио да сам преиспитује своја уверења и бира свој кружни пут који га штити да не падне у свеопшти цинизам живота. Својом жртвом он покушава да постави брану на пут који води човечанство у пропаст. Ништа на свету није важније од пробуђене савести човека, савести која га спречава да све краде од живота...— Тарковски

## Продукција
Ово је био први филм Андреја Тарковског који је режирао ван Совјетског Савеза. Првобитно је требало да се снима у Италији уз подршку Мосфилма, са највећим делом дијалога на италијанском језику. Филм је био у претпродукцији још 1980. године. Филм је испрва носио назив Путовање у Италију, али пошто је већ постојао филм Роберта Роселинија Путовање у Италију (1954) са Ингрид Бергман у главној улози, тражили су други наслов, да би се на крају одлучили за Носталгија. Када је подршка Мосфилма повучена, Тарковски је искористио део буџета италијанске државне телевизије и француске филмске компаније Гаумонт да доврши филм у Италији и исече неке руске сцене из сценарија, док је поново креирао руске локације за друге сцене у Италији. Лучано Товоли је разматран за директора фотографије, иако је филм на крају снимио Ђузепе Ланчи, иако је Товоли преузео ту улогу у Тарковском документарцу из 1982. Путовање у времену.
Донатела Багливо је снимила деведесетоминутни документарац о снимању филма под називом Андреј Тарковски у носталгији (1984).

## Кастинг
Анатолиј Солоњицин је првобитно добио улогу Андреја Горчакова, али је умро од рака 1982. године, приморавши Тарковског да тражи новог главног глумца. Тарковски се на крају одлучио за Олега Јанковског, који се појавио у његовом претходном филму Огледало.

## Локације
Неколико сцена филма смештене су на села Тоскане и северног Лација; као што је опатија Сан Галгано, бање Бањо Вињони, Вал д'Орча, у провинцији Сијена, мистериозна крипта Чиеза ди Сан Пиетро (Тоскана) и поплављена црква Санта Мариа у Провинција Ријети.

## Стил
Слично као у претходним филмовима Тарковског, Носталгија користи дугачке кадрове, секвенце снова и минималистичку причу.
Тарковски је говорио о дубокој форми носталгије за коју верује да је својствена Русима када путују у иностранство, упоређујући је са болешћу, „болешћу која одузима снагу душе, способност за рад, задовољство живљења“, али и, „дубоко саосећање које нас везује не толико за нашу оскудицу, нашу чежњу, нашу одвојеност, већ више за патњу других, страсну емпатију“.
Према речима Тарковског, док је снимао филм схватио је да ће моћи да изрази „нешто посебно“, што је веровао да није могао у својим претходним филмовима – јер је тек тада постао свестан да „филм може да направи унутрашњи живот његовог аутора видљивим“, и тиме се „проширио у [себе]“.

## Музика
Филм садржи музику Лудвига ван Бетовена и Ђузепеа Вердија (Реквијем), као и руске народне песме. Бетовенова Девета симфонија се појављује и током Андрејеве посете Домениковом дому и током демонстрација у Риму.

## Пријем и награде
Дејв Кер је био благо позитиван у рецензији, сматрајући да је „препун слика које се истовремено чине безнадежно нејасним и страшно очигледним“, док је такође тврдио да дело „успева да изазове неку врсту транса“. Филм је освојио награду екуменског жирија, награду за најбољу режију (Grand Prix du cinéma de creation, подељену са Робертом Бресоном) и награду FIPRESCI на Филмском фестивалу у Кану 1983. године. Совјетске власти су спречиле да филм освоји Златну палму, што је учврстило Тарковског у одлуци да више никада не ради у Совјетском Савезу.
Данас је филм једно од мање познатих дела Тарковског. Научник Томас Редвуд је написао да су „критичари у целини имали тенденцију да игноришу филм. Релативно мало је писано о Носталгији, а још мање се о њој разумело.“ Носталгија има оцену одобравања од 86% на Rotten Tomatoes, на основу 22 рецензије, и просечну оцену 8,22/10. Критички консензус веб-сајта каже: „Носталгија захтева стрпљење – и награђује улагање хипнотичким искуством гледања које проналази Тарковског у задовољавајуће бескомпромисном облику. Филм је добио укупно девет гласова у анкети Sight & Sound из 2012. о најбољим филмовима икада снимљеним.